# Podsterowność
Podsterowność – właściwość pojazdu podczas pokonywania zakrętu, polegająca na rozszerzaniu zakrętu w stosunku do promienia wynikającego z geometrii układu kierowniczego i jezdnego. Pojazd podsterowny ma tendencję do poszerzania zakrętu (oddalanie się od punktu środka łuku zakrętu – „wypadania” przodu auta na zewnątrz zakrętu). Nadsterowność jest cechą przeciwną.

## Opis zjawiska
Podsterowność pociąga za sobą powstanie siły bezwładności skierowanej przeciwnie do kierunku zakrętu:
{\displaystyle P={\frac {k}{R}}}
gdzie:
{\displaystyle k} – współczynnik proporcjonalny do kwadratu prędkości,
{\displaystyle R} – promień zakrętu.
Ta siła jest zrównoważona przez reakcje kół (opon) przedniej i tylnej osi, odwrotnie proporcjonalne do ich odległości od środka masy pojazdu, powodując odpowiadające im kąty znoszenia {\displaystyle \delta p} i {\displaystyle \delta t.} Podsterowność ma miejsce, gdy {\displaystyle \delta t<\delta p.}
Samochodami zachowującymi się najbardziej podsterownie (szczególnie, gdy podczas pokonywania zakrętu do napędzanych kół jest przyłożony moment obrotowy) są auta ze środkiem ciężkości wysuniętym do przodu.